# CPU-Z
CPU-Z je nástroj zaměřený na detekci procesoru, který dokáže také zobrazit informace o základní desce a operační paměti počítače. CPU-Z je určen pro systémy Microsoft Windows a je zdarma.
CPU-Z je používán zejména pro účely přetaktování, protože dokáže velmi detailně rozpoznat typ a revizi procesoru počítače včetně jeho frekvence a další potřebné údaje o základní desce a pamětech RAM jako je jejich časování a frekvence.
CPU-Z je přenosná (portable) aplikace, není potřeba ji instalovat, stačí pouze spustit.
Na základě nástroje CPU-Z vytvořil W1zzard podobný nástroj GPU-Z pro zobrazování informací o grafických kartách.